# Neferkasokar
Neferkasokar ("schone ziel van Sokar") (2749 - 2744 v. Chr.) was een oud-Egyptische koning van de 2e dynastie.

## Biografie
De naam Nefer-ka-Sokar is uit het graf van Tjuloi in Saqqara en uit de Turijnse koningslijst bekend. Volgens deze regeerde hij 8 jaar en 3 maanden. Daar er in Opper-Egypte geen bewijs is voor deze koning, wordt hij net zoals zijn voorganger Neferkare I, beschouwd als een Neder-Egyptische tegenkoning. Nefer-ka-sokar kan geplaatst worden tussen Seth-Peribsen en Chasechemoey.

## Manetho
In de koningslijst van Manetho's Aegyptiaca wordt Sesokhris (Neferkasokar) genoemd, tussen zijn voorganger Nepherkeres (mogelijk Neferkare I, regeringsperiode 25 jaar) en Kheneres (30 jaar). Sesokhris zou 48 jaar geregeerd hebben en volgens Manetho 5 cubit en 3 palm (8 en een halve voet, 2,59 m) lang zijn geweest.